# Белла, Петер
Петер Доброслава Белла (словац. Peter Bella; 12 ноября 1842, Липтовски-Микулаш , Венгерское королевство , Австрийская империя - 13 июня 1919, Будапешт , Венгерская Советская Республика) – словацкий поэт и переводчик.
Брат поэта Ондрея Милослава Беллы.
Творил под псевдонимом Горал в период литературного реализма и, как и большинство поэтов, сформировавшихся в атмосфере 1870-х годов , склонялся вместе со своим младшим братом Ондреем к поэтической технике народной песни.
Автор стихотворения «Как прекрасна ты для меня, земля моя родная», которое впоследствии было положено на музыку композитором Эугеном Сухонем . 
П. Белла сделал первый известный перевод на словацкий язык ныне широко известной песни «Тихая ночь» ( "Tichá noc"). В журнале «Dennica» («Утренняя заря», 1905 , № 1) опубликовал перевод стихотворения Тараса Шевченко «У той Катерины».
Переводил произведения польских, венгерских, немецких, русских и украинских писателей.